# 52 f.Kr.
| 52 f.Kr.           |
| ------------------ |
| Dødsfald - Fødsler |
|                    |

## Begivenheder
Julius Cæsars hær besejrer en union af gallere.